# 32. Infanterie-Brigade (Deutsches Kaiserreich)
Die 32. Infanterie-Brigade war ein Großverband der Preußischen Armee.

## Geschichte
Die 32. Infanterie-Brigade wurde zum 29. April 1852 in Trier aufgestellt und war bis 1912 Teil der 16. Division mit Standort in Trier, die dem VIII. Armee-Korps in Koblenz zugeordnet war.  Von 1912 bis zu ihrer Demobilisierung gehörte sie zur 31. Division in Saarbrücken. Diese war Teil des XXI. Armee-Korps in Saarbrücken.

### Standorte
- 1852 bis 1860 Trier
- 1860 bis 1866 Frankfurt am Main
- 1866 bis 1887 Trier
- 1887 bis Kriegsende Saarbrücken

### Gliederung
- 1852 bis 1859

25. Infanterie-Regiment, 30. Landwehr-Regiment, 40.Infanterie-Regiment (8.Reserve-Regiment)
- 1860 bis 1866

Infanterie-Regiment „Graf Werder“ (4. Rheinisches) Nr. 30, 8. Rheinisches Infanterie-Regiment Nr. 70, 4. Rheinisches Landwehr-Regiment Nr. 30
- 1867

Hohenzollernsches Füsilier-Regiment Nr. 40, 8. Rheinisches Infanterie-Regiment Nr. 70, 4. Rheinisches Landwehr-Regiment Nr. 30
- 1868 bis 1869

Wie vor, zusätzlich 8. Rheinisches Landwehr-Regiment Nr. 70
- 1871-1889

4. Rheinisches Infanterie-Regiment Nr. 30, 8. Rheinisches Infanterie-Regiment Nr. 70, 4. Rheinisches Landwehr-Regiment Nr. 30, 8. Rheinisches Landwehr-Regiment Nr. 70
- 1889 bis 1912

Infanterie-Regiment Graf Werder (4. Rheinisches) Nr. 30, 8. Rheinisches Infanterie-Regiment Nr. 70
- 1912 bis 1914

8. Rheinisches Infanterie-Regiment Nr. 70, 10. Lothringisches Infanterie-Regiment Nr. 174
- Kriegsgliederung bei Mobilmachung 1914

Wie vor
- Kriegsgliederung am 28. Oktober 1918

Wie vor, zusätzlich Infanterie-Regiment „Hessen-Homburg“ Nr. 166 und 5. Eskadron Ulanen-Regiment „Großherzog Friedrich von Baden“ (Rheinisches) Nr. 7

### Deutscher Krieg 1866
Im Krieg Preußens gegen das Kaisertum Österreich nahm die Brigade unter Führung des Generalmajors Hans von Schachtmeyer am Mainfeldzug teil.

### Deutsch-Französischer Krieg 1870/1871
Im Deutsch-Französischen Krieg nahm die Brigade unter Führung des Generals Adolf von Hertzberg an den Schlachten bei Spichern, Vionville, Gravelotte, Orleans, Bapaume, Beaugency, Saint-Quentin und Hallue sowie der Belagerung von Metz und der Einschließung von Péronne teil.

### Erster Weltkrieg
Mit der Mobilmachung im August 1914 musste die Brigade das Brigade Ersatz Bataillon 32 aufstellen und kam im Verband der 31. Division zunächst bis Ende Januar 1915 an der Westfront und anschließend bis zur Waffenruhe Dezember 1917 an der Ostfront zum Einsatz und war danach in schwere Kämpfe an der Westfront verwickelt.
Zu den Kampfhandlungen, Gefechten und Schlachten siehe  Kampfgeschehen der 31. Division.

### Brigadekommandeure
| Name                                                    | Datum                                  |
| ------------------------------------------------------- | -------------------------------------- |
| Karl von Herrmann                                       | 4. Mai 1852 bis 25. Oktober 1854       |
| Karl Schenck zu Schweinsberg                            | 26. Oktober 1854 bis 6. Mai 1857       |
| Louis von Gersdorff                                     | 7. Mai 1857 bis 30. Januar 1860        |
| Wilhelm von Sommerfeld                                  | 31. Januar 1860 bis 28. Januar 1863    |
| Franz August von Etzel                                  | 29. Januar 1863 bis 8. Januar 1864     |
| Gustav Friedrich von Beyer                              | 9. Januar 1864 bis 14. September 1866  |
| Adolf von Glümer                                        | 15. September 1866 bi 21. Juli 1870    |
| Rudolf von Rex                                          | 22. Juli 1870 bis 12. Juli 1874        |
| Egbert von Berger                                       | 13. Jujli 1874 bis 10. März 1876       |
| Hermann von Dörnberg                                    | 11. März 1876 bis 10. Dezember 1879    |
| Franz Justus Julius von Trenk                           | 11. Dezember 1879 bis 5. Dezember 1883 |
| Benno von Massow                                        | 6. Dezember 1883 bis 13. Mai 1887      |
| Gustav von Möller                                       | 14. Mai 1887 bis 15. Februar 1889      |
| Paul von Heimburg                                       | 6. Februar 1889 bis 15. Juli 1891      |
| Carl Hencke                                             | 16. Juli 1891 bis 16. Juni 1893        |
| Hermann von Bilfinger                                   | 17. Juni 1893 bis 20. Dezember 1893    |
| Ferdinand von Schwedler                                 | 21. Dezember 1893 bis 17. April 1896   |
| Oskar Wallmüller                                        | 18. April 1896 bis 14. Juni 1899       |
| Leopold Siemens                                         | 15. Juni 1899 bis 21. April 1902       |
| Reinhold von Twardowski                                 | 22. April 1902 bis 9. April 1906       |
| Otto von Dufais                                         | 10. April 1906 bis 23. März 1909       |
| Julius Riemann                                          | 24. März 1909 bis 1. Mai 1912          |
| Arthur Mittelstaedt                                     | 2. Mai 1912 bis 19. Mai 1913           |
| Karl von Behr                                           | 20. Mai 1913 bis 30. März 1915         |
| Carl Wilhelm Wilhelmi                                   | 31. März 1915 bis 29. Juli 1916        |
| Robert von Bernuth                                      | 30. Juli 1916 bis 7. September 1916    |
| Franz Gustav Freiherr von der Wenge Graf von Lambsdorff | 8. September 1916 bis 31. Oktober 1917 |
| Adolph Feldtkeller                                      | 1. November 1917 bis 12. August 1919   |